# Honda CR500
La Honda CR 500 est une moto de compétition de motocross.

## Historique
C'est au début des années 1980 que les gros moteurs deux-temps tout-terrain Honda font leur apparition :
- en 1981, la CR 450 RB (4 vitesses) ;
- en 1982, la CR 480 RC (4 vitesses) ;
- en 1984, la CR 500 RE (4 vitesses, arrivée du disque de frein avant en remplacement du disque à tambour double cames) ;
- en 1985, la CR 500 RF (première version à refroidissement liquide, 5 vitesses) ;
- en 1987, la CR 500 RH (arrivée du disque de frein arrière en remplacement du frein à tambour flottant) ;
- en 1989, la CR 500 RK (nouvelle partie-cycle avec fourche inversée et pot de détente low boy) ;
- en 1991 la CR 500 RM (nouveaux plastiques).

C'est en 1984 que la cylindrée de 491,4 cm3 (alésage 89 mm et course 79 mm) est atteinte, cylindrée qui restera la même jusqu'à la fin de la production de cette moto. Son moteur monocylindre deux-temps refroidi par eau à partir de 1985 produit plus de 60 ch dans sa version préparée. Sa production a été arrêtée en 2001.
Honda annonce une puissance de 64 ch à 6 000 tr/min pour un couple maximal de 75,5 N m au même régime et un poids de moins de 110 kg.

## Évolutions
On la trouve modifiée pour courir sur circuit, en Monobike ou Supermotard ; la principale modification consiste en l'adaptation de jantes de 17 pouces de diamètre pour utiliser des pneus de piste. Il existe aussi quelques exemplaires qui ont été homologués par le concessionnaire Diapason en France et qui sont donc autorisés à emprunter les voies publiques. Les dernières homologations Diapason datent de 1994.
La CR 500 a été rééditée aux États-Unis en 2004 par un préparateur Honda avec une partie-cycle empruntée à la Honda 450 CRF.
Toutefois, quelques versions appelées « 500 CR AF » (pour aluminium frame, ou cadre aluminium) ont été commercialisées en Europe sur commande spéciale, ou bien réalisées par des amateurs avertis.
La version HRC (Honda Racing Corporation) était la version ultime avec de nombreuses pièces spéciales. Cette 500 était à disposition des pilotes officiels de la marque et fut reconnue dans l'ensemble des courses du championnat du monde pendant de nombreuses années.